# Akacjusz (biskup Cezarei)
Akacjusz (zm. w 365 lub 366) – biskup Cezarei, przywódca ariański, twórca sekty akacjan.

## Życiorys
Pochodził prawdopodobnie z Syrii. Był liderem ugodowych arian, którzy byli zwolennikami określania Syna Bożego jako podobny (gr. homoios), zamiast współistotny (gr. homousios). W 340 został następcą Euzebiusza na stolicy biskupiej w Cezarei. W 357 r. usunął Cyryla Jerozolimskiego z jego biskupstwa w Jerozolimie. Redagował akta ariańskiego synodu w Konstantynopolu. Uporządkował i wzbogacił otrzymaną w spadku po Euzebiuszu bibliotekę Orygenesa.